# Distrito de Chinchao
El distrito de Chinchao es uno de los once distritos de la provincia de Huánuco, ubicado en el Departamento de Huánuco, en el centro del Perú.  
Desde el punto de vista jerárquico de la Iglesia católica forma parte del diócesis de Huánuco.

## Historia
El distrito fue creado mediante Ley del 2 de enero de 1857, en el gobierno del Presidente Ramón Castilla.

## Geografía
Abarca una superficie de 1 813,83 km² y tiene una población estimada mayor a 25 700 habitantes. 
Su capital es el poblado de Acomayo.

## Autoridades

### Municipales
- 2019 - 2022[2]
  - Alcalde: Adain Atavillos Clemente, del Movimiento Político Cambiemos por Huánuco.
  - Regidores:

  1. Germán Simion Alania Calderón (Movimiento Político Cambiemos por Huánuco)
  2. Félix Huaranga Bonilla (Movimiento Político Cambiemos por Huánuco)
  3. Jhon Molina Villanueva (Movimiento Político Cambiemos por Huánuco)
  4. Lucinda Ramos Ayala (Movimiento Político Cambiemos por Huánuco)
  5. Clider Nilson Cruz Tarazona (Acción Popular)

Alcaldes anteriores
- 2015 - 2018: Cipiriano Martines Pérez.
- 2011 - 2014:[3] Julián Lino Álvarez, del Movimiento Independiente Regional Luchemos por Huánuco (LxH).
- 2007-2010: Juan Figueredo Rodríguez.

### Policiales
- Comandante PNP. Justo Aquiles Cacho Parado

## Festividades
- Agosto: Aniversario de la fundación de la ciudad de Huánuco
- Octubre: Señor de Burgos

## Sitios arqueológicos
- Huanacaure